# بیاواچوف
بیاواچوف (لهستانی: Białaczów؛ ‏ [bjaˈwat͡ʂuf]) یک روستا در لهستان است که در گمینا بیاواچوو واقع شده‌است. بیاواچوف ۱٬۵۰۰ نفر جمعیت دارد.